# Narabi-ga-oka
Narabi-ga-oka (Transkription von japanisch ならびが ‚Zwei Hügel in Reihe‘) sind zwei niedrige Gebirgskämme an der Kronprinz-Olav-Küste des ostantarktischen Königin-Maud-Lands. Sie ragen im Zentrum des Kap Ryūgū auf.
Japanische Wissenschaftler erstellten 1962 Luftaufnahmen, nahmen von 1977 bis 1978 Vermessungen vor und benannten sie 1979.